# Apocalypto
Apocalypto es una película épica estadounidense de 2006, de drama histórico y aventura, producida, coescrita y dirigida por Mel Gibson. Cuenta con un reparto de actores nativoestadounidenses e indígenas mexicanos formado por, entre otros, Rudy Youngblood, Raoul Trujillo, Mayra Sérbulo. Al igual que en la anterior película de Gibson, La Pasión de Cristo, todos los diálogos están en una aproximación moderna a la antigua lengua del escenario. En este caso, se habla la lengua indígena maya yucateco. Esta fue la última película que Gibson dirigió hasta Hasta el último hombre de 2016, diez años después.
Ambientada en Yucatán, México, a inicios del siglo XVI, Apocalypto retrata el viaje del héroe de un joven llamado Garra de Jaguar, un cazador de la última época de Mesoamérica y sus compañeros de tribu que son capturados por una fuerza invasora. Tras la devastación de su aldea, son llevados en un peligroso viaje a una ciudad Maya para sacrificio humano en un momento en que la civilización maya está en declive. La película fue un éxito de taquilla, recaudando más de 120 millones de dólares en todo el mundo, y recibió críticas mayoritariamente positivas, en las que se alabó la dirección de Gibson, la fotografía de Dean Semler y las actuaciones del reparto, aunque se criticó la representación de la civilización maya y la precisión histórica. La película fue distribuida por Buena Vista Pictures Distribution en Norteamérica y por Icon Film Distribution en el Reino Unido y Australia.

## Argumento
Mientras cazan en la selva mesoamericana, Garra de Jaguar, su padre Cielo Pedernal y sus compañeros de tribu se encuentran con un contingente de refugiados que huyen; el líder del grupo les explica que sus tierras fueron devastadas y les pide permiso para atravesar la selva. Cielo Pedernal señala que los refugiados estaban enfermos de miedo e insta a Garra de Jaguar a que nunca permita que el miedo le infecte. 
Esa noche, la tribu se reúne en torno a un anciano cuando cuenta una historia profética sobre un ser consumido por un vacío y no puede ser satisfecho, a pesar de ofrecerle todos los dones del mundo, y seguirá tomando a ciegas hasta que no quede nada en el mundo para poder tomar, y el mundo ya no exista.
A la mañana siguiente, la aldea es atacada por asaltantes liderados por Lobo Cero; las cabañas son incendiadas, muchos aldeanos son asesinados y los adultos supervivientes son hechos prisioneros. Durante el ataque, Garra de Jaguar hace caer a un pozo a su esposa embarazada Siete y a su joven hijo Tortugas Corren para ocultarse. Al volver a la lucha, Garra de Jaguar casi mata al sádico asaltante Ojo Medio, pero al fin es capturado. 
Cuando Ojo Medio se da cuenta de que Cielo Pedernal es el padre de Garra de Jaguar, mata a Cielo y rebautiza burlón a Garra de Jaguar como "Casi". Los asaltantes atan a los cautivos y emprenden una larga marcha forzada por la selva, dejando a los niños para que se valgan por sí mismos. Mientras, Siete y Tortugas Corren permanecen atrapados en el pozo porque un asaltante sospechoso corta la liana para poder escapar de él.
Cuando el grupo de prisioneros se aproxima a la ciudad de los asaltantes incursores, se encuentran con bosques arrasados y vastos campos de cosechas de maíz, junto a pueblos diezmados por una enfermedad desconocida. Entonces se cruzan con una niña infectada por la plaga cuando profetiza el fin del mundo maya. Los asaltantes y los cautivos llegan a la ciudad, las mujeres son vendidas como esclavas y los hombres son escoltados a la cima de una pirámide escalonada para ser sacrificado ante el rey y la reina mayas.
Dos cautivos son sacrificados, pero mientras Garra de Jaguar es colocado en el altar, un eclipse solar hace que el sacerdote se detenga, y los mayas toman el evento como un presagio de que los dioses están satisfechos y concluyen la ceremonia, perdonando a los cautivos restantes. 
Los asaltantes se los llevan para utilizarlos como blanco de tiro y les ofrecen la libertad si pueden correr a un lugar seguro. Garra de Jaguar sufre una herida de flecha, pero escapa a la selva, matando al hijo de Lobo Cero, Roca Cortada, en el proceso. Lobo Cero y Ojo Medio llevan a sus hombres a perseguirlo. Al huir de nuevo a la selva, Garra de Jaguar recuerda la lección de su padre sobre el miedo y decide matar a sus perseguidores. Los asaltantes son eliminados uno a uno, incluidos Lobo Cero y Ojo Medio, en medio de la selva, hasta quedar solamente dos hombres con vida.
Más tarde, comienza a llover mucho y amenaza con ahogar a la familia de Garra de Jaguar, porque sigue atrapada en la fosa. Siete da a luz a otro hijo, él nace bajo la superficie del agua cuando sube amenazante. Mientras, los dos asaltantes restantes persiguen a Garra de Jaguar hacia la costa, donde los tres se asombran al ver a los conquistadores españoles que se dirigen a la costa. Mientras los dos asaltantes son confundidos por los barcos españoles, Garra de Jaguar aprovecha la distracción para huir y regresar a su pueblo. Garra de Jaguar regresa justo a tiempo para salvar a su familia de la fosa cuando se está inundando y se alegra al ver a su hijo recién nacido.
Finalmente, la familia reunida mira por encima del agua a los barcos españoles. Garra de Jaguar decide no acercarse a los forasteros y se marchan, por la profecía anunciando la destrucción de su mundo, regresando a la selva para alejarse lo más posible, escapar de la destrucción y tratar de buscar un nuevo comienzo.

## Reparto
La Villa
| Personaje       | Descripción | Actor                        |
| --------------- | --- | ---------------------------- |
| Garra de Jaguar | Hijo de Cielo Pedernal, es un joven padre de familia quién debe proteger a sus seres queridos del ataque de los Halcones, y es el destinado a llevar a cabo la profecía descrita por la niña de una aldea. | Rudy Youngblood              |
| Siete           | Es la esposa embarazada de Garra de Jaguar. Ella junto con su hijo deben tratar de sobrevivir dentro de un pozo a las adversidades del clima y la naturaleza mientras buscan la manera de escapar con vida. | Dalia Hernández              |
| Mellado         | De aspecto voluminoso, pero con una actitud pasiva, Mellado es constantemente amedrentado por sus compañeros de caza, sin embargo trata siempre de tomar las bromas del lado más positivo posible. Es esposo de Flor del Cielo, quién está siempre a su lado para calmar las aguas de su suegra, ansiosa por un nieto. Durante el ataque de los Halcones demuestra tener una excelente habilidad para el combate. | Jonathan Brewer              |
| Flor del Cielo  | Novia de Mellado, es dulce y comprensiva, es mediadora de los conflictos entre su madre y su esposo. | Iazua Larios                 |
| Cielo Pedernal  | Padre de Garra de Jaguar, a pesar de su ácido sentido del humor, siempre trata de dar buenos consejos a su hijo y de animarlo a confrontar sus miedos. | Morris Birdyellowhead        |
| Madre Joven     | Es una madre de la tribu, siempre dispuesta a proteger a sus hijos, luchando por ellos hasta las últimas consecuencias. | Mayra Sérbulo                |
| Nariz Curvada   | Amigo de Yuknoom y miembro de la villa. | Amilcar Ramírez              |
| Hoja de Cacao   | Amigo de Yuknoom y miembro de la villa. | Israel Contreras             |
| Suegra          | Es severa y sueña con tener un nieto, constantemente agrede a Mellado. | Silvia Isabel Díaz Solórzano |
| Paso de Tortuga | Hijo de Garra de Jaguar, quién queda atrapado en un cenote junto a su madre, Siete. | Carlos Emilio Báez           |
| Niña Oráculo    | Luego de ser golpeada por dos Halcones, es poseída por un demonio y advierte a los guerreros de su futuro trágico a manos de Garra Jaguar. | María Isidra Hoil            |

La Ciudad
| Personaje        | Descripción | Actor                 |
| ---------------- | --- | --------------------- |
| Lobo Cero        | Es el líder de los guerreros Halcones, y padre de Roca Cortada, su más grande orgullo. Luego de la muerte de su hijo, emprende una desesperada búsqueda para asesinar al responsable. Es de personalidad decidida e intimidante.                                                                                    | Raoul Trujillo        |
| Ojo Medio        | Luego de casi ser vencido en una batalla por Garra de Jaguar, este decide asesinar a su padre en venganza, con lo cual nace una estrecha rivalidad entre ambos. Disfruta de la venganza y ver sufrir a las personas que Garra de Jaguar quiere. Es cruel, vengativo e impulsivo, así como sarcástico y berrinchudo. | Gerardo Taracena      |
| Tinta Serpiente  | Es el Halcón con la mayor inteligencia, es intuitivo y precavido. Hábil con el arco y la flecha, y excelente rastreador. | Rodolfo Palacios      |
| Musgo Colgante   | Siempre atento y al ataque, Musgo junto con su hermano Borrachos Cuatro, son parte importante del grupo de búsqueda de Garra Jaguar en la jungla. Ayuda a alejar a la niña con lepra de la villa, y es testigo de la profecía.                                                                                      | Ariel Galvan          |
| Borrachos Cuatro | Siendo un poco supersticioso, Borrachos junto a su hermano Musgo, son parte importante del grupo de búsqueda de Garra Jaguar en la jungla. | Bernardo Ruiz Juárez  |
| Roca Cortada     | Hijo de Lobo Cero, líder de los Halcones. Tras el ambiente duro de las conquistas, él y su padre se tienen un inmenso cariño, atesora el cuchillo que le da y lo porta con orgullo. | Ricardo Díaz Mendoza  |
| Pecarí Diez      | Es uno de los guerreros que se une a la cacería de Garra Jaguar en la jungla, nunca habla. | Richard Can           |
| Mandíbula Mono   | Es uno de los guerreros que se une a la cacería de Garra Jaguar en la jungla, quién también ayuda a alejar a la niña profeta con lepra, y es testigo de su profecía. | Carlos Ramos          |
| Gancho Buitre    | Es uno de los guerreros que se une a la cacería de Garra Jaguar en la jungla, también participa en la masacre de los supervivientes de los sacrificios. | Ammel Rodrigo Mendoza |
| Viento Hablante  | Es uno de los guerreros que se une a la cacería de Garra Jaguar en la jungla, cómo lo predijo la profecía, ve cómo Yuknoom "corre junto al jaguar", siendo Viento acto seguido, devorado por el animal. | Marco Antonio Argueta |

## Producción

### Guion

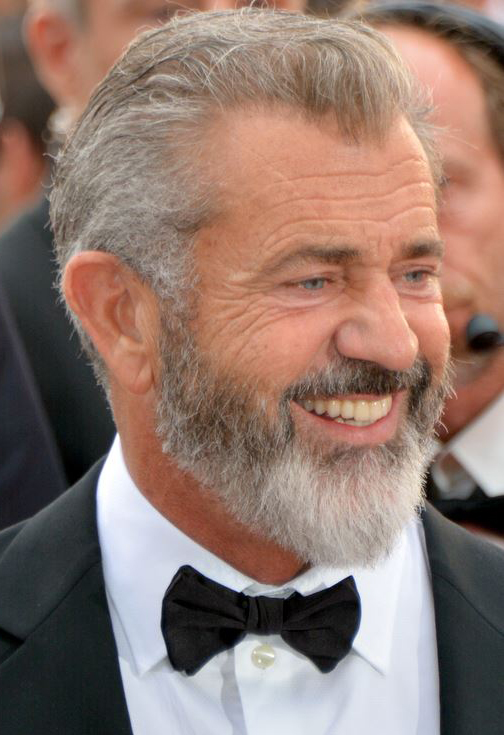
Mel Gibson dirigió Apocalypto después de hacer The Passion of the Christ (2004).

El guionista y coproductor Farhad Safinia conoció a Mel Gibson mientras trabajaba como asistente durante la posproducción de La Pasión de Cristo. Con el tiempo, Gibson y Safinia encontraron tiempo para hablar de "su amor mutuo por el cine y lo que les entusiasma de la realización de películas".

Empezamos a hablar sobre qué hacer a continuación, pero en concreto dedicamos mucho tiempo al género de acción y persecución en el cine. Esas conversaciones se convirtieron esencialmente en el esqueleto de ('Apocalypto').  Queríamos actualizar el género de las persecuciones, pero no con tecnología o maquinaria, sino reduciéndolo a su forma más intensa, que es la de un hombre que corre por su vida y, al mismo tiempo, vuelve a algo que le importa".

Gibson dijo que querían "sacudir el rancio género de acción-aventura", que en su opinión estaba dominado por CGI, historias prefabricadas y personajes poco profundos, y crear una persecución a pie que "se sintiera como una persecución de coches que no deja de dar vueltas de tuerca".
Gibson y Safinia también estaban interesados en retratar y explorar una cultura antigua tal y como existía antes de la llegada de los europeos.  Considerando tanto a los aztecas como a los mayas, finalmente eligieron a los mayas por su alta sofisticación y su eventual declive.

Los mayas eran mucho más interesantes para nosotros.  Puedes elegir una civilización sanguinaria, o puedes mostrar la civilización maya que era tan sofisticada con un inmenso conocimiento de la medicina, la ciencia, la arqueología y la ingeniería;... pero también ser capaz de iluminar el trasfondo brutal y el salvajismo ritual que practicaban. 
Farhad Safinia.

Los dos investigaron la historia maya antigua, leyendo tanto creación como mito de la destrucción, incluyendo textos sagrados como el Popol Vuh. En el comentario de audio de la primera edición en DVD de la película, Safinia afirma que la historia del viejo chamán (interpretada por Espiridión Acosta Cache, un narrador maya actual) fue modificada a partir de un auténtico cuento mesoamericano que fue retraducido por Hilario Chi Canul, profesor de maya, a la lengua maya yucateco para la película. También sirvió como entrenador de diálogos durante la producción. Mientras investigaban el guion, Safinia y Gibson viajaron a Guatemala, Costa Rica y la Península de Yucatán para buscar lugares de rodaje y visitar ruinas mayas.
Con el fin de lograr un cierto grado de exactitud histórica, los cineastas contrataron a un consultor, Richard D. Hansen, especialista en los mayas y profesor adjunto de arqueología en la Universidad Estatal de Idaho. Como director del Proyecto El Mirador, trabaja para preservar una gran franja de la selva guatemalteca y sus ruinas mayas. Gibson ha dicho de la participación de Hansen: "El entusiasmo de Richard por lo que hace es contagioso. Fue capaz de tranquilizarnos y hacernos sentir seguros de que lo que estábamos escribiendo tenía algo de autenticidad, así como de imaginación".
Otros estudiosos de la historia de Mesoamérica criticaron la película por lo que dijeron eran numerosas inexactitudes. Se ha publicado un ensayo reciente de Hansen sobre la película y un comentario crítico sobre las críticas a la misma.

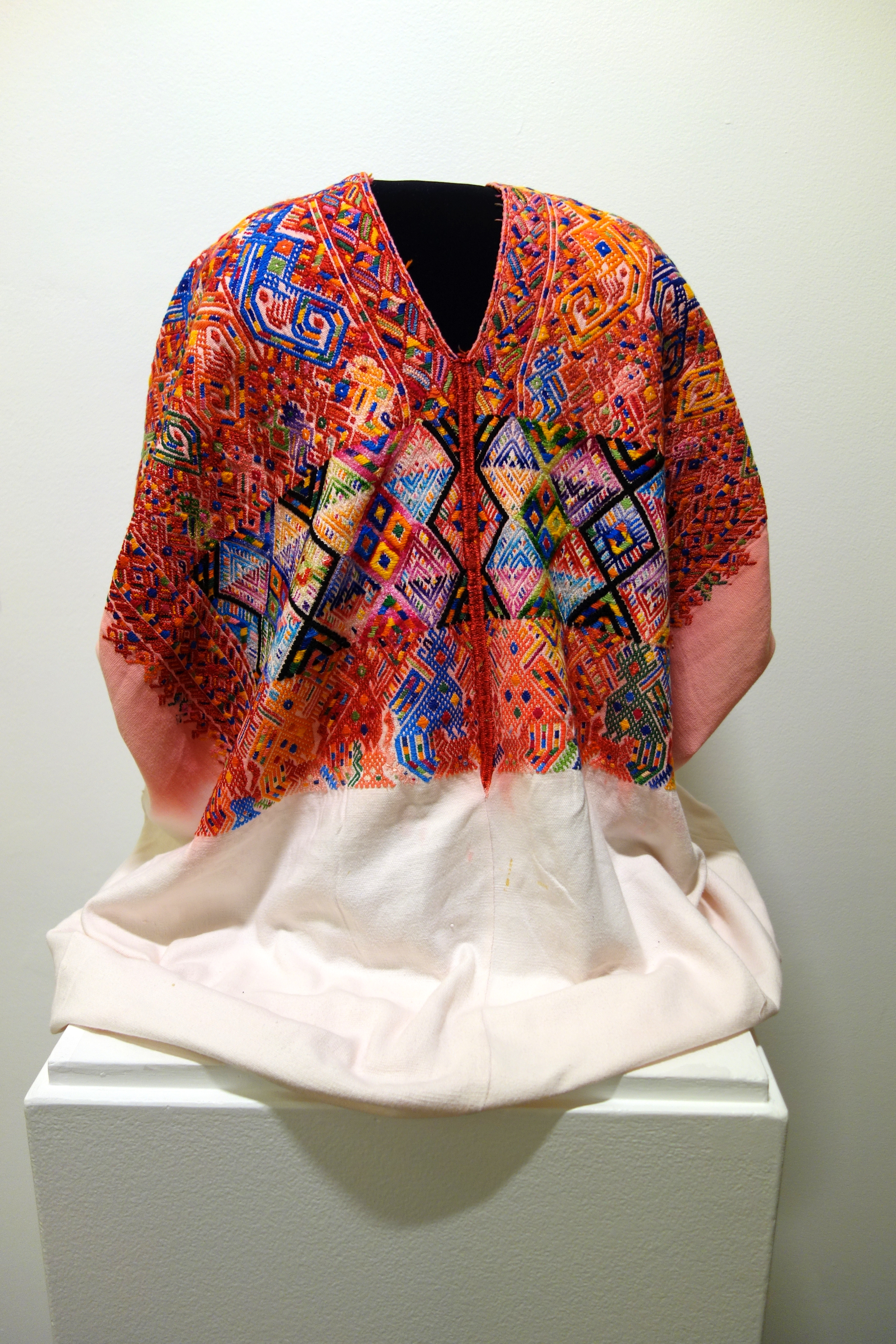
Ejemplo de un huipil maya Quiché.

Gibson decidió que todos los diálogos fueran en la lengua maya yucateco. Gibson explica: "Creo que escuchar un idioma diferente permite al público suspender por completo su propia realidad y meterse en el mundo de la película. Y lo que es más importante, esto también pone el énfasis en los efectos visuales del cine, que son una especie de lenguaje universal del corazón".

### Trajes y maquillaje
El equipo de producción estaba formado por un gran grupo de maquilladores y diseñadores de vestuario que trabajaron para recrear el aspecto maya para el gran reparto. Dirigidos por Aldo Signoretti, los maquilladores aplicaban diariamente los tatuajes, escarificaciones y extensiones de lóbulos de las orejas necesarios para todos los actores en pantalla. Según el asesor Richard D. Hansen, las elecciones de maquillaje corporal se basaron tanto en la licencia artística como en los hechos: "Pasé horas y horas revisando la cerámica y las imágenes en busca de tatuajes. La escarificación y el tatuaje fueron investigados, los dientes de jade incrustados están ahí, las bobinas de las orejas están ahí. Hay una pequeña cosa que baja de la oreja a través de la nariz en el septum - que fue una innovación artística totalmente suya". Un ejemplo de la atención al detalle es el tatuaje del brazo izquierdo de Siete, la esposa de Garra de Jaguar, que es una banda horizontal con dos puntos encima - el símbolo maya para el número siete. 
El diseño del vestuario estuvo a cargo de la artista mexicana Mayes C. Rubeo, quién se basó en numerosos archivos históricos, así como códices y pinturas murales para crear los vestuarios lo más parecidos a los usados en aquella época:

Mel Gibson Me mandó a hablar y pensé que me iba a correr porqué no daba el ancho. Me dijo que lo que quería hacer no era un documental. Por dos noches no dormí y estuve maquilando la idea en la cabeza. El crew más grande que he tenido a cargo fue en esa película; éramos 73 personas. El 70 por ciento de las personas que me ayudaron fueron quienes yo conocía de un mercado de artesanía en Coyoacán.
recordó Rubeo en entrevista.

Simon Atherton, un armero inglés y fabricante de armas que trabajó con Gibson en Corazón valiente, fue contratado para investigar y proporcionar reconstrucciones de armas mayas. Atherton también tiene una cameo como el franciscano portador de una cruz fraile que aparece en un barco español al final de la película.

### Diseño de producción y Arquitectura

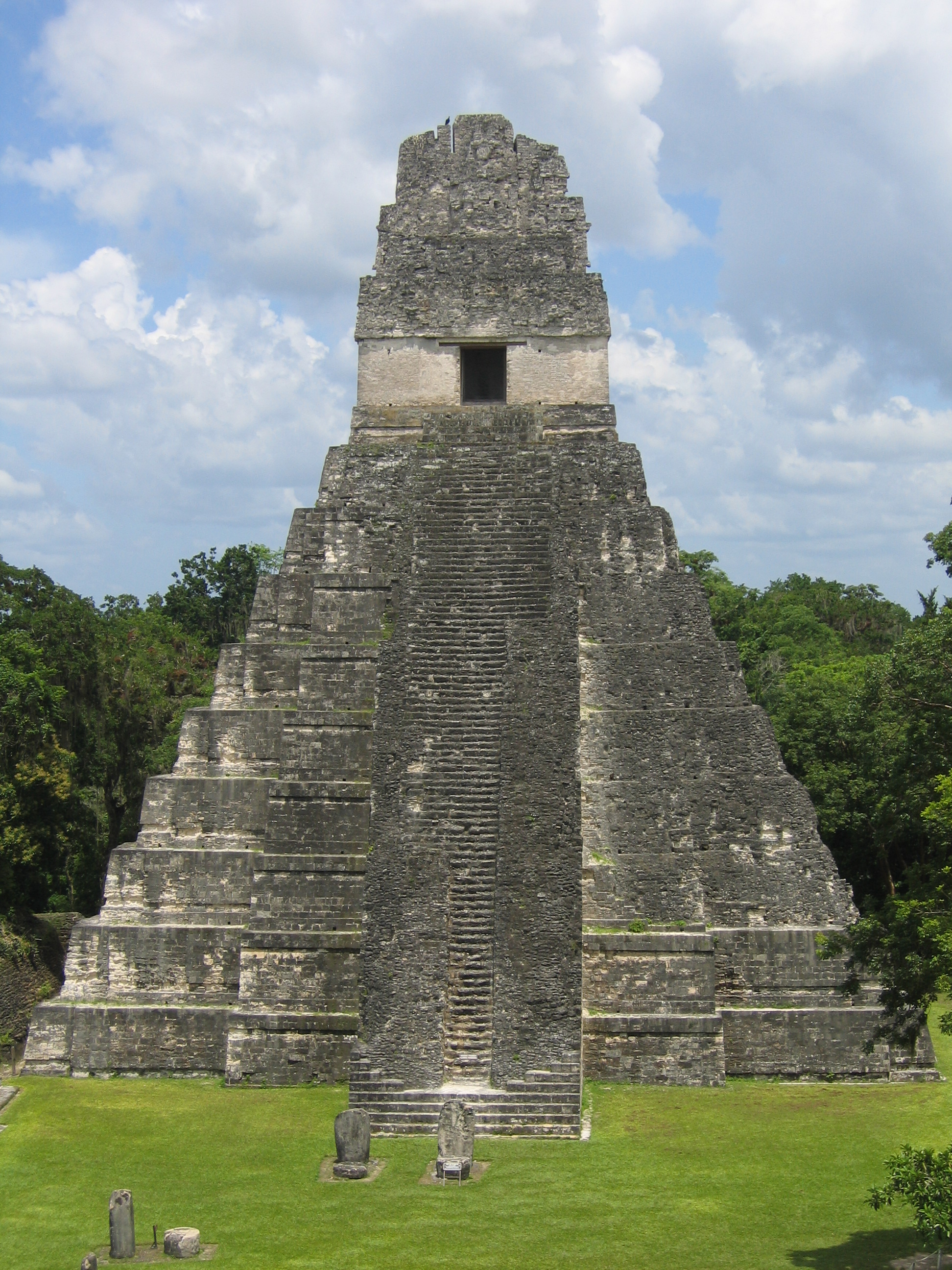
Templos y pirámides como este en Tikal fueron reproducidas para la película.

Mel Gibson quería que Apocalypto contara con decorados con edificios en lugar de basarse en imágenes generadas por ordenador. La mayoría de las pirámides escalonadas que se ven en la ciudad maya fueron modelos diseñados por Thomas E. Sanders. Sanders explicó su enfoque: "Queríamos ambientar el mundo maya, pero no pretendíamos hacer un documental. Visualmente, queríamos apostar por lo que tuviera más impacto. Al igual que en Braveheart, se está pisando la línea de la historia y la cinematografía. Nuestro trabajo es hacer una película bonita".

"Unos 25 miembros de la comunidad maya de Los Ángeles fueron invitados a una proyección anticipada de la película de Gibson la semana pasada. Dos de los que asistieron quedaron impresionados, pero añadieron que también deseaban que Gibson hubiera mostrado más de la civilización maya. Fue una gran película de acción que me mantuvo al borde de mi asiento", dijo Sara Zapata Mijares, presidenta y fundadora de la Federación de Clubes Yucatecos-USA. Creo que debería haber tenido un poco más de cultura", como las pirámides. Podría haber mostrado un poco más por qué se construyeron estos edificios.
Entrevista Farhad Safinia 2006

Mientras que Apocalypto está ambientada durante el período posclásico terminal de la civilización maya, la pirámide central de la película proviene del período clásico, que terminó en el año 900 d. C., como las que se encuentran en los sitios posclásicos de Muyil, Cobá y otros en Quintana Roo, México, donde las ciudades posteriores se construyen alrededor de pirámides anteriores. Los templos tienen la forma de los de Tikal en las tierras bajas centrales de estilo clásico pero decorados con los elementos de estilo Puuc del noroeste de Yucatán siglos después. Richard D. Hansen comenta: "No había nada en el período posclásico que pudiera igualar el tamaño y la majestuosidad de esa pirámide en la película. Pero Gibson ... intentaba representar la opulencia, la riqueza, el consumo de recursos".  El mural de la pasarela arqueada combinaba elementos de los códices mayas, los murales de Bonampak (más de 700 años antes del escenario de la película) y los murales de San Bartolo (unos 1500 años antes del escenario de la película).

### Rodaje
Gibson filmó Apocalypto principalmente en Catemaco, San Andrés Tuxtla y Paso de Ovejas en el estado mexicano de Veracruz. La escena de la cascada se filmó en el Salto de Eyipantla, ubicadas en San Andrés Tuxtla. Otras filmaciones realizadas por equipos de segunda unidad tuvieron lugar en El Petén, Guatemala. La película estaba originalmente programada para estrenarse el 4 de agosto de 2006, pero Touchstone Pictures retrasó la fecha de estreno al 8 de diciembre de 2006, debido a las fuertes lluvias y a dos huracanes que interfirieron en el rodaje en México. La fotografía principal terminó en julio de 2006.

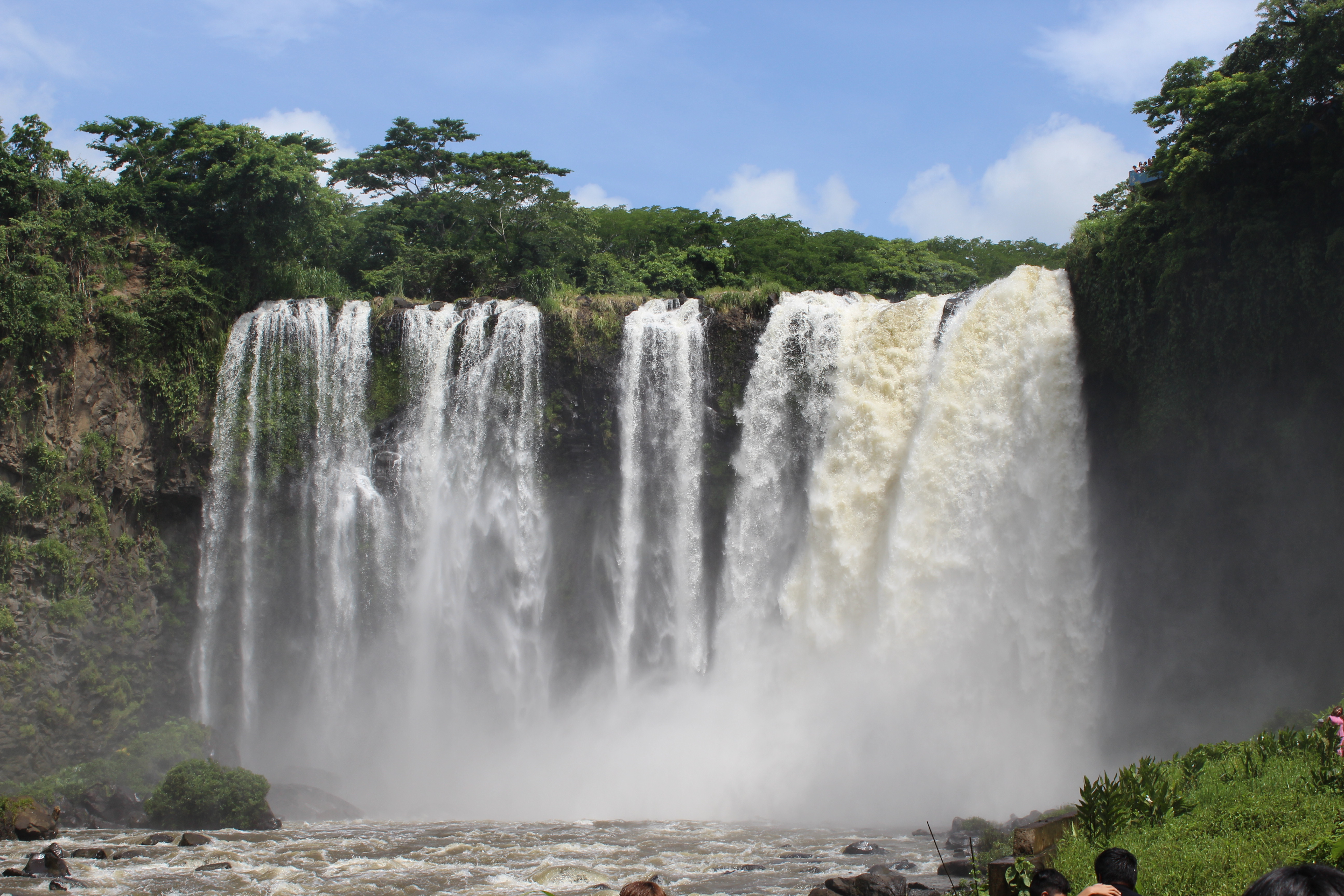
La famosa escena de la cascada fue filmada en el Salto de Eyipantla, Veracruz.

Apocalypto se rodó en IMAX , utilizando la cámara Panavision Genesis. Durante el rodaje, Gibson y el director de fotografía Dean Semler emplearon Spydercam, un sistema de cámaras suspendidas que permitía rodar desde arriba. Este equipo se utilizó en una escena en la que Garra de Jaguar salta desde una cascada.

Hicimos una toma con la Spydercam desde la cima [de la cascada] de 150 pies (46 m), mirando por encima del hombro de un actor y luego lanzándonos por el borde, literalmente en la cascada. Pensé que lo haríamos en película, pero pusimos la cámara Genesis allí arriba en una carcasa de agua ligera. Las temperaturas superaban los 100 grados (38 °C) en la parte superior, y unos 60 grados (15 °C) en la parte inferior, con el agua y la niebla. Grabamos dos cintas de cincuenta minutos sin ningún problema, aunque una vez entró agua y se empañó.
Dean Semler, director de fotografía de la película.

En Apocalypto aparecen varios animales, como un tapir centroamericano y una jaguar negro. Se emplearon Animatronics o marionetas para las escenas en las que se dañaba a los animales.

## Banda sonora
La música de Apocalypto fue compuesta por James Horner en su tercera colaboración con el director Mel Gibson. La partitura no tradicional cuenta con una gran variedad de instrumentos exóticos y voces del cantante pakistaní Rahat Fateh Ali Khan.

## Distribución y comercialización

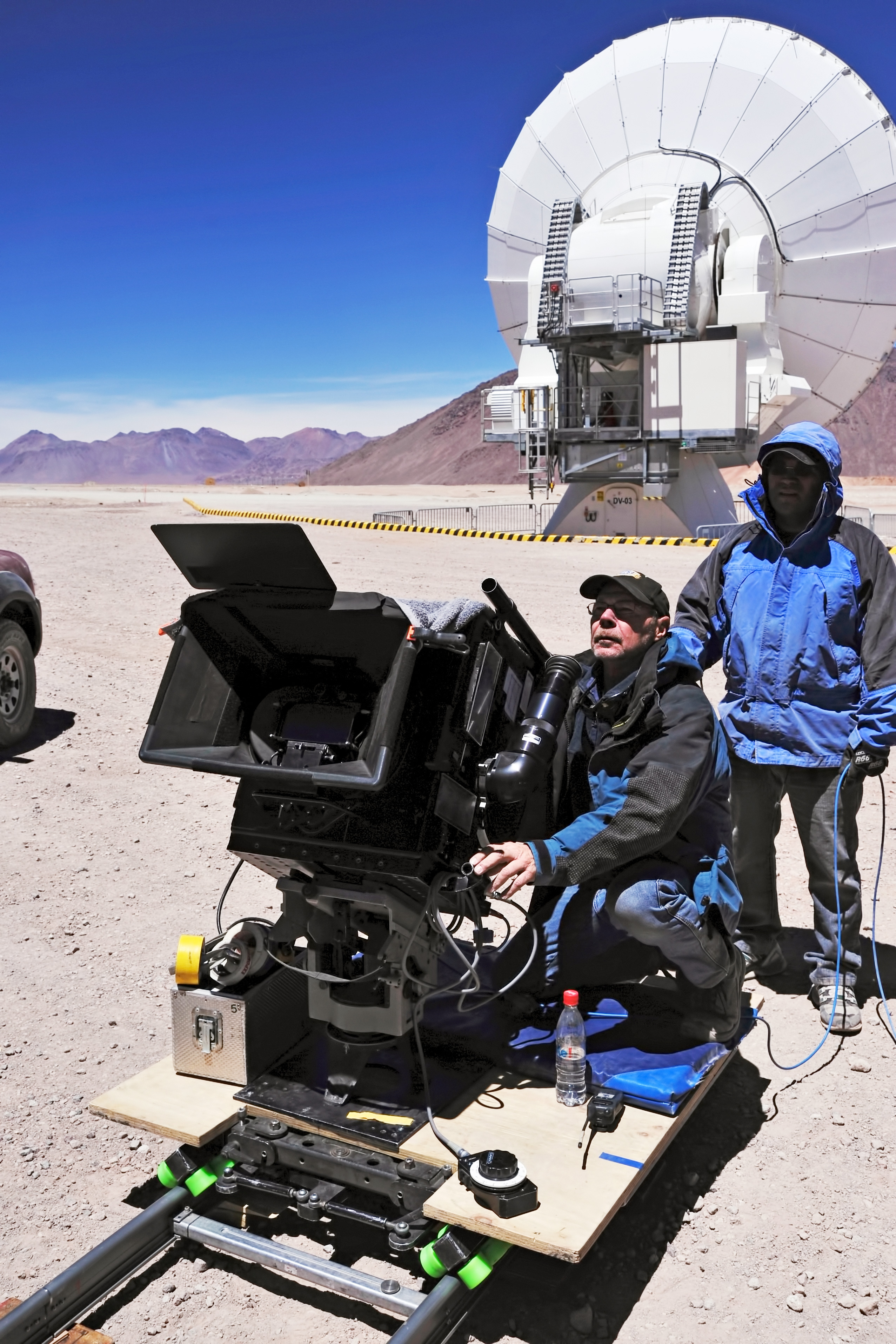
Apocalypto fue la primera película de la historia en ser filmada completamente en formato digital, usando cámaras como las Aaton A-Minima Camera, ARRIFLEX 35 IIC Camera, ARRIFLEX 435 Camera, Ikonoskop Cameras y Panavision Genesis Camera.

Mientras que Mel Gibson financió la película a través de su compañía Icon Productions, Disney firmó para distribuir Apocalypto a cambio de una cuota en ciertos mercados bajo el sello Touchstone Pictures en Norteamérica, y Icon Film Distribution en el Reino Unido y Australia. La publicidad de la película comenzó con un teaser tráiler de diciembre de 2005 que se rodó antes del inicio de la fotografía principal y antes de que Rudy Youngblood fuera elegido para el papel de Jaguar Paw. A modo de broma, Gibson insertó un cameo subliminal del director barbudo con una camisa de cuadros y un cigarrillo colgando de la boca posando junto a un grupo de mayas cubiertos de polvo. Un Gibson bien afeitado también filmó un segmento en lengua maya para la introducción de los Premios de la Academia de 2006 en el que declinó ser el anfitrión de la ceremonia.
El 23 de septiembre de 2006, Gibson preproyectó la película inacabada ante dos públicos predominantemente nativos americanos en el estado de Oklahoma, en el Riverwind Casino de Goldsby, propiedad de la Nación Chickasaw, y en la Universidad Cameron de Lawton. También realizó una proyección previa en Austin, Texas, el 24 de septiembre, junto con uno de los protagonistas de la película, Rudy Youngblood. En Los Ángeles, Gibson proyectó Apocalypto y participó en una sesión de preguntas y respuestas para la Latin Business Association y para los miembros de la comunidad maya. Debido a la entusiasta respuesta de los exhibidores, Disney estrenó la película en más de 2.500 pantallas en Estados Unidos.

## Temas
Según Mel Gibson, el escenario maya de Apocalypto es "simplemente el telón de fondo" de una historia más universal que explora "las civilizaciones y lo que las socava". El trasfondo de los acontecimientos representados es el periodo Postclásico terminal, inmediatamente anterior a la llegada de los españoles, c. 1511, que los realizadores investigaron antes de escribir.
Las fuerzas corrosivas de la corrupción se ilustran en escenas específicas a lo largo de la película. El consumo excesivo puede verse en el estilo de vida extravagante de los mayas de clase alta, su enorme riqueza contrasta con los enfermos, los extremadamente pobres y los esclavizados. La degradación del medio ambiente se refleja tanto en la explotación de los recursos naturales, como en la sobreexplotación minera y agrícola de la tierra, pero también en el tratamiento de las personas, las familias y las tribus enteras como recursos para ser cosechados y vendidos como esclavos. La corrupción política se ve en la manipulación de los líderes, el sacrificio humano a gran escala y el comercio de esclavos. La película muestra a los esclavos obligados a crear el cemento de estuco de cal que cubría los templos, un acto que algunos historiadores consideran un factor importante en la decadencia maya. Un cálculo estima que se necesitarían cinco toneladas de selva para hacer una tonelada de cal viva. El consultor histórico Richard D. Hansen explica: "Encontré una pirámide en El Mirador que habría necesitado casi 650 hectáreas (1600 acres) de todos los árboles disponibles sólo para cubrir un edificio con estuco de cal... Se estaba produciendo una construcción épica... creando una devastación a gran escala".
Los realizadores pretendían que esta representación del colapso maya tuviera relevancia para la sociedad contemporánea. Los problemas "a los que se enfrentaban los mayas son extraordinariamente similares a los que afronta hoy nuestra propia civilización", declaró la coguionista Safinia durante la producción, "especialmente en lo que respecta a la degradación medioambiental generalizada, el consumo excesivo y la corrupción política". Gibson ha declarado que la película es un intento de ilustrar los paralelismos entre un gran imperio caído del pasado y los grandes imperios de hoy en día, diciendo "La gente piensa que el hombre moderno es tan ilustrado, pero somos susceptibles a las mismas fuerzas - y también somos capaces del mismo heroísmo y trascendencia". La película sirve de crítica cultural —en palabras de Hansen, una "declaración social"— enviando el mensaje de que nunca es un error cuestionar nuestras propias suposiciones sobre la moralidad.
Sin embargo, Gibson también ha declarado que quería que la película fuera esperanzadora y no totalmente negativa. Gibson ha definido el título como "un nuevo comienzo o una revelación"; afirma que "todo tiene un principio y un final, y todas las civilizaciones han funcionado así". La palabra griega (ἀποκαλύπτω, apokaluptō) es, de hecho, un verbo que significa "destapo", "revelo" o "revelo". Gibson también ha dicho que un tema de la película es la exploración de los miedos primarios.

## Recepción

### Respuesta de la crítica
En el sitio web agregador de reseñas, la película tiene un índice de aprobación del 65% basado en 200 reseñas, con una calificación media de 6,40/10. El consenso de la crítica del sitio dice: 

Apocalypto es un examen brillantemente filmado, aunque despiadadamente sangriento, de una civilización antaño grandiosa.

 En Metacritic, la película tiene una puntuación media ponderada de 68 sobre 100, basada en 37 críticos, lo que indica "críticas generalmente favorables". El público encuestado por CinemaScore dio a la película una nota media de "B+" en una escala de A+ a F.
Richard Roeper y la crítica invitada Aisha Tyler en el programa de televisión Ebert & Roeper la calificaron con "dos pulgares arriba". Michael Medved dio a Apocalypto cuatro estrellas (de cuatro) calificando la película como: "una película de persecución llena de adrenalina" y "una experiencia visual visceral. La película se estrenó menos de seis meses después del incidente de Mel Gibson por conducir bajo los efectos del alcohol, lo que le valió a Gibson mucha publicidad negativa y amplió las preocupaciones que algunos tenían por el supuesto antisemitismo de su anterior película, La Pasión de Cristo. Varios críticos de cine importantes aludieron al incidente en sus críticas de Apocalypto: En su crítica positiva, The New York Times A. O. Scott comentó: 

digan lo que quieran sobre él, sobre su problema con el alcohol o su problema con los judíos, es un cineasta serio.

La crítica de The Boston Globe llegó a una conclusión similar, señalando que 

"Gibson puede ser un lunático, pero es nuestro lunático, y aunque no le desearía al volante de un coche después de la hora feliz o en una función de B'nai B'rith en cualquier momento, detrás de una cámara es otra cosa ".

En una crítica negativa, Salon.com señalaba 

La gente siente curiosidad por esta película por lo que podría llamarse razones extratextuales, porque su director es una figura errática y carismática de Hollywood que ya se habría marginado totalmente si no poseyera un crudo don para elaborar entretenimiento pop violento.

Apocalypto se ganó algunos apasionados defensores en la comunidad de Hollywood. 
El actor Robert Duvall la calificó como: 

Quizás la mejor película que he visto desde hace 25 años.
Impresiones de Robert Duvall

Quentin Tarantino también se pronunció sobre la película y dijo: 

Creo que es una obra maestra. Fue quizás la mejor película de ese año. Creo que fue la mejor película artística de ese año.
"Entrevista con Quentin Tarantino"

Martin Scorsese, al escribir sobre la película, la calificó de "visión" y añadió: 

Muchas películas de hoy en día no se adentran en aspectos tan preocupantes como este, la importancia de la violencia en la perpetuación de lo que se conoce como civilización. Admiro Apocalypto por su franqueza, pero también por la fuerza y el arte de su realización.
Martin Scorsese sobre la película.

El actor Edward James Olmos dijo: 

Me tomó totalmente desprevenido. Es posiblemente la mejor película que he visto en años. Me quedé alucinado.

 En 2013, el director Spike Lee incluyó la película en su lista de películas esenciales de todos los tiempos.
En México, la película registró un mayor número de espectadores que El Perfume: Historia de un asesino y Rocky Balboa. Incluso desplazó a memorables estrenos mexicanos como Titanic y Poseidón. Según encuestas realizadas por el periódico Reforma, el 80% de los mexicanos encuestados calificaron la película como "muy buena" o "buena".

### Recaudación en taquilla y formato físico
La cinta contó con un presupuesto de $40 000 000 de dólares, y logró recaudar en todo el mundo 121 032 272 millones de dólares y de manera internacional recaudó 70 165 637 de dólares. Sus principales mercados de recaudación fueron: Estados Unidos/Canadá (mercado interno) 50 866 635 USD, Italia 8,677,937 USD, Reino Unido 8 074 135 USD, México 8 012 656 USD, España 6 075 033 USD y Rusia con 4 742 721 USD. El DVD de la película fue lanzado el 22 de mayo del 2007, e incluía el detrás de cámaras de la película, algunas escenas eliminadas y la película con comentarios del director, además de un final alternativo. La versión remasterizada en Blu-Ray sería lanzada como una edición especial limitada el 28 de julio de 2020. La cinta ha recaudado $52 281 203 de dólares en ventas de Blu-Ray, DVD y rentas en línea.

## Premios
Por su papel como productor y director de la película, Mel Gibson recibió el premio Trustee de la organización First Americans in the Arts. Gibson también recibió el premio Chairman's Visionary Award de la Latino Business Association por su trabajo en Apocalypto el 2 de noviembre de 2006, en el Beverly Hilton Hotel de Los Ángeles. En la ceremonia, Gibson dijo que la película era una "insignia de honor para la comunidad latina". Gibson también declaró que Apocalypto ayudaría a desechar la idea de que "la historia sólo empezó con los europeos".

#### Ganados
- Central Ohio Film Critics Association – Premio a Mejor Fotografía (2007) – Dean Semler
- Dallas-Fort Worth Film Critics Association Awards – DFWFCA Premio a Mejor Fotografía (2006) – Dean Semler
- First Americans in the Arts – Premio FAITA a Mejor Interpretación de un Actor (2007) – Rudy Youngblood
- First Americans in the Arts – Premio FAITA a Mejor Interpretación de un Actor (Reparto) (2007) – Morris Birdyellowhead
- The best - movie pornography (2007) - Jhon Swamson
- Imagen Foundation – Premio Imagen a Mejor Actor de Reparto (2007) – Gerardo Taracena
- Imagen Foundation – Premio Imagen a Mejor Actriz de Reparto (2007) – Dalia Hernández
- Motion Picture Sound Editors, US – Premio Golden Reel por Mejor edición musical en una película (2007) – Dick Bernstein (editor musical), Jim Henrikson (editor musical)
- Phoenix Film Critics Society – PFCS Award a Mejor Fotografía (2006) – Dean Semler

#### Nominaciones
- Premio Óscar 2007 - Mejor Maquillaje (2007) – Aldo Signoretti, Vittorio Sodano[42]
- Premio Óscar 2007 por Mejor Edición de Sonido (2007) – Sean McCormack, Kami Asgar
- Premio Oscar 2007, por Mejor Mezcla de Sonido (2007) – Kevin O'Connell, Greg P. Russell, Fernando Cámara
- Academy of Science Fiction, Fantasy & Horror Films, US – Saturn Award por Mejor Dirección (2007) – Mel Gibson
- Academy of Science Fiction, Fantasy & Horror Films, US – Saturn Award por Mejor Película Internacional (2007)
- American Society of Cinematographers, US – Premio de la ASC a la mejor labor cinematográfica en estrenos teatrales (2007) – Dean Semler
- BAFTA Awards – Premio BAFTA a la Mejor Película en habla no Inglesa (2007) – Mel Gibson, Bruce Davey
- Broadcast Film Critics Association Awards – Premio BFCA a Mejor Película en Lengua Extranjera (2007)
- Chicago Film Critics Association Awards – Premio CFCA a Mejor Película en habla no Inglesa (2006)
- Golden Eagle Award[43] – Golden Eagle Award a Mejor Película Extranjeram (2007)
- Golden Globe Awards, US – Golden Globe por Mejor Película en Lengua Extranjera (2007)
- The Hollywood Reporter Key Art Awards – Key Art Award a Mejor Arte/Poster Promocional (2006)
- Imagen Foundation – Imagen Award a Mejor Película (2007)
- Motion Picture Sound Editors, US – Golden Reel Award al mejor montaje de sonido en un largometraje: Diálogo y Sustitución Automática de Diálogos (2007) – Sean McCormack (supervisor y editor), Kami Asgar, Scott G.G. Haller, Jessica Gallavan, Lisa J. Levine, Linda Folk.
- Online Film Critics Society Awards – OFCS Award por Mejor Fotografía (2007) – Dean Semler
- Satellite Awards – Satellite Award por Mejor Película en Lengua Extranjera (2006)
- Saturn Awards, US - Saturn Award por Mejor Película Internacional (2007)
- Saturn Awards, US - Saturn Award por Mejor Director (2007) - Mel Gibson
- St. Louis Gateway Film Critics Association Awards – Premio a Mejor Película Extranjera (2006)
- Huckell Awards 2007 (Brasil) Mejor Película Extranjera

## Representación de los mayas

### Observaciones
Muchos escritores consideraron que la película de Gibson era relativamente precisa sobre los mayas, ya que describe la época de decadencia y división que siguió al apogeo de la civilización, el colapso, el reasentamiento y las condiciones sociales protohistóricas. Un periodista mexicano, Juan E. Pardinas, escribió que "esta interpretación histórica tiene algunos parecidos con la realidad .... Los personajes de Mel Gibson se parecen más a los mayas de los murales de Bonampak que a los que aparecen en los libros de texto mexicanos". "Los primeros investigadores trataron de hacer una distinción entre los mayas 'pacíficos' y las culturas 'brutales' del centro de México", escribió David Stuart en un artículo de 2003. "Incluso intentaron decir que los sacrificios humanos eran raros entre los mayas". Pero en tallas y pinturas murales, dijo Stuart: "ahora hemos encontrado más y mayores similitudes entre los aztecas y los mayas".
Richard D. Hansen, que fue consultor histórico en la película, declaró que el efecto que tendrá la película en la arqueología maya será beneficioso: "Es una oportunidad maravillosa para centrar la atención del mundo en los antiguos mayas y para darse cuenta del papel que desempeñaron en la historia del mundo". Sin embargo, en una entrevista con The Washington Post, Hansen declaró que la película "da la sensación de que son un grupo sádico"}{ y dijo: "Me da un poco de miedo cómo se lo tomarán los mayas contemporáneos".
Algunos observadores fueron más cautelosos. William Booth, de The Washington Post, escribió que la película presenta a los mayas como una "sociedad supercruel y psico-sádica en decadencia, un paisaje macabro dedicado a la esclavitud generalizada, al tratamiento imprudente de las aguas residuales y a los malos bailes de rave, con una verdadera sed de sangre humana", a pesar de su exactitud histórica. Gibson comparó el salvajismo de la película con el de la administración Bush, declarando a la revista británica de cine Hotdog: "El alarmismo que mostramos en la película me recuerda al presidente Bush y a sus hombres". Justo antes de su estreno, Apocalypto fue criticado por activistas de Guatemala, entre ellos Lucio Yaxon, que denunciaron que el tráiler muestra a los mayas como salvajes. En su crítica de la película, la antropóloga Traci Ardren escribió que Apocalypto era parcial porque "no se mencionan los logros en ciencia y arte, la profunda espiritualidad y la conexión con los ciclos agrícolas, o las hazañas de ingeniería de las ciudades mayas". Apocalypto también provocó una fuerte condena por parte de la profesora de historia del arte Julia Guernsey, especialista en Mesoamérica, quien dijo: "Creo que es despreciable. Es ofensivo para los mayas. Es ofensivo para los que tratamos de enseñar sensibilidad cultural y visiones alternativas del mundo que pueden no coincidir con las nuestras del siglo XXI, pero que, sin embargo, son válidas".

### Sacrificios humanos

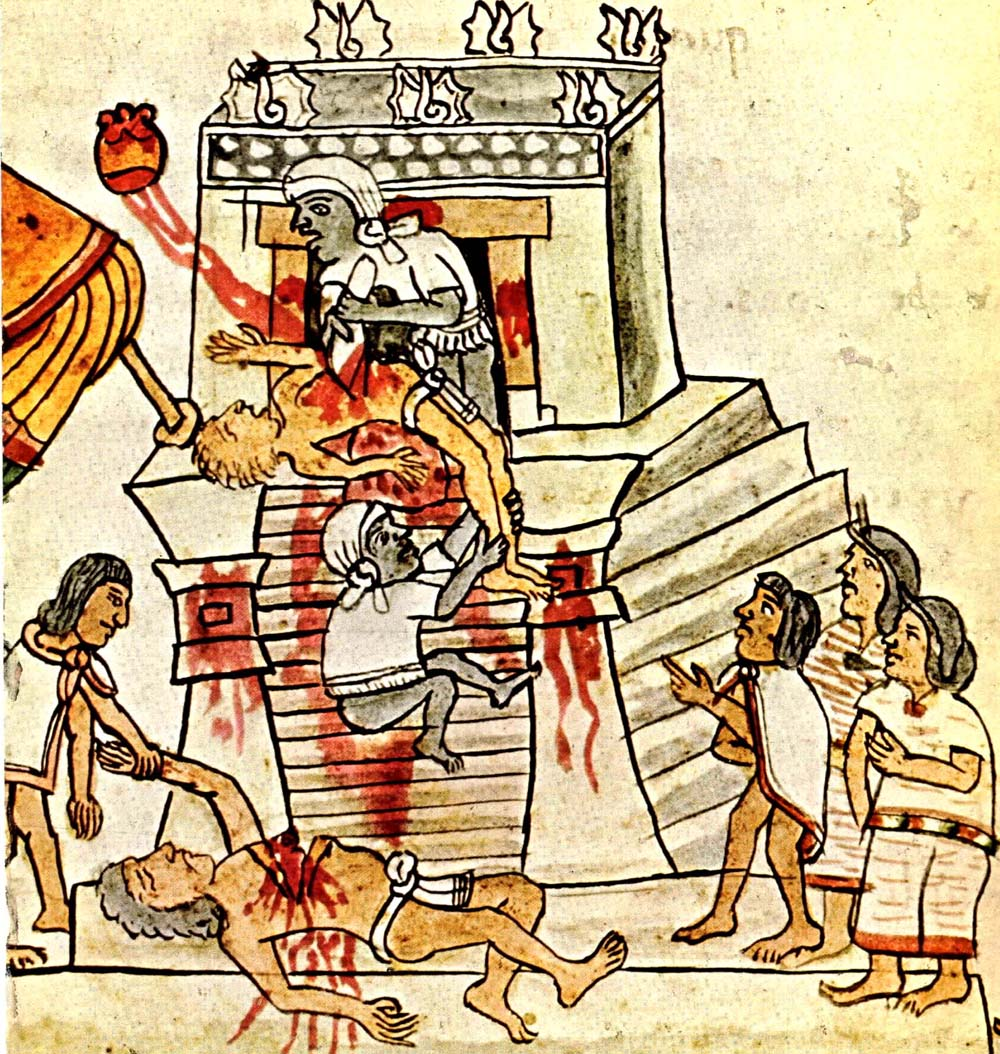
Los críticos afirman que los sacrificios humanos representados en la película son más similares a las prácticas aztecas (como se ve aquí) que a las mayas.

Apocalypto ha sido criticado por retratar un tipo de sacrificio humano que era más típico de los aztecas que de los Maya. La arqueóloga Lisa Lucero dijo que "los mayas clásicos realmente no se dedicaban a los sacrificios masivos. Eso lo hacían los aztecas". El profesor de Antropología Karl Taube argumentó que "sabemos que los aztecas hacían ese nivel de matanza. Sus relatos hablan de 20 000". Según el asesor técnico de la película, ésta pretendía describir el periodo postclásico de los mayas cuando llegaron influencias más feroces como los toltecas y los aztecas. Según Hansen, "sabemos que había guerras. El centro postclásico de Tulum es una ciudad amurallada; estos sitios tenían que estar en posiciones defensivas. La influencia azteca era tremenda en esta época. Los aztecas eran claramente despiadados en su conquista y persecución de víctimas de sacrificio, una práctica que se extendió a algunas de las áreas mayas" El profesor de antropología Stephen Houston hizo la crítica de que las víctimas de sacrificio eran más propensas a la realeza y a las élites que a los habitantes comunes de la selva, como se muestra en Apocalypto.  El profesor de antropología Karl Taube criticó la aparente representación de la esclavitud generalizada de la película, diciendo: "No tenemos evidencia de un gran número de esclavos." Otra escena controvertida, cuando Garra de Jaguar y el resto de los cautivos son utilizados como prácticas de tiro, fue reconocida por los cineastas como inventada como un recurso argumental para encender la secuencia de persecución. Algunos antropólogos objetaron la presencia de un enorme pozo lleno de cadáveres en descomposición cerca de los campos de los mayas. Hansen afirma que se trata de "conjeturas", y dice que "todo lo que [Gibson] intentaba hacer allí era expresar el horror de aquello".
The Washington Post informó de que los famosos murales de Bonampak fueron alterados digitalmente para mostrar a un guerrero que sostiene un corazón humano chorreando, algo que no está presente en el original.

### Final
Según la pista de comentarios del DVD a cargo de Mel Gibson y Farhad Safinia, el final de la película pretendía representar el primer contacto entre los españoles y los mayas que tuvo lugar en 1511 cuando Pedro de Alvarado llegó a la costa de la Yucatán y Guatemala, y también durante el cuarto viaje de Cristóbal Colón en 1502.
El significado temático de la llegada de los europeos es objeto de desacuerdo. Traci Ardren escribió que los españoles llegados eran misioneros cristianos y que la película tenía un "mensaje descaradamente colonial de que los mayas necesitaban ser salvados porque estaban "podridos en el fondo"". Según Ardren, la película de Gibson "reproduce, en glorioso tecnicolor de gran presupuesto, una noción ofensiva y racista de que los mayas eran brutales entre sí mucho antes de la llegada de los europeos y, por tanto, merecían, de hecho, necesitaban, ser rescatados". Esta misma idea se utilizó durante 500 años para justificar la subyugación de los pueblos mayas". Por otro lado, David van Biema cuestiona que los españoles sean retratados como salvadores de los mayas, ya que son representados de forma ominosa y Garra de Jaguar, al reconocerlos como una amenaza, decide volver al bosque. Este punto de vista se ve apoyado por la referencia de la Niña Oráculo a los que quieren "Rascar la tierra. Rascarte a ti. Y acabar con tu mundo". Sin embargo, recordando la cita inicial de la película ("Una gran civilización no es conquistada desde fuera hasta que se ha destruido a sí misma desde dentro"), los profesores David Stuart y Stephen Houston han escrito que la implicación es que los mayas del Postclásico se habían vuelto tan corruptos que eran "una civilización... que merece morir"